# Admiral Nakhimov (navire)
Pour les autres navires du même nom, voir Amiral Nakhimov.
L’Admiral Nakhimov (en russe : Адмирал Нахимов) est un navire de croisière soviétique connu pour son naufrage le 31 août 1986, qui coûte la vie à 423 des 1 243 personnes présentes à bord, survenu dans la baie de Tsemes après avoir été éperonné par le cargo soviétique Pyotr Vasyov à la suite d’une erreur de navigation. 
Construit à l’origine en 1925 pour la Norddeutscher Lloyd, il commence sa carrière comme paquebot transatlantique sur la ligne Brême-New York sous le nom de Berlin. Utilisé comme navire-hôpital pendant la Seconde Guerre mondiale, il est abandonné sur une plage le 31 janvier 1945 après avoir heurté une mine. 
Récupéré par la suite par les soviétiques, il est réparé et transformé en navire de croisière sous le nom d’Admiral Nakhimov en l’honneur de l’amiral Pavel Nakhimov, connu pour l’organisation du Siège de Sébastopol lors de la Guerre de Crimée.

## Histoire

### Carrière: 1925 - 1945

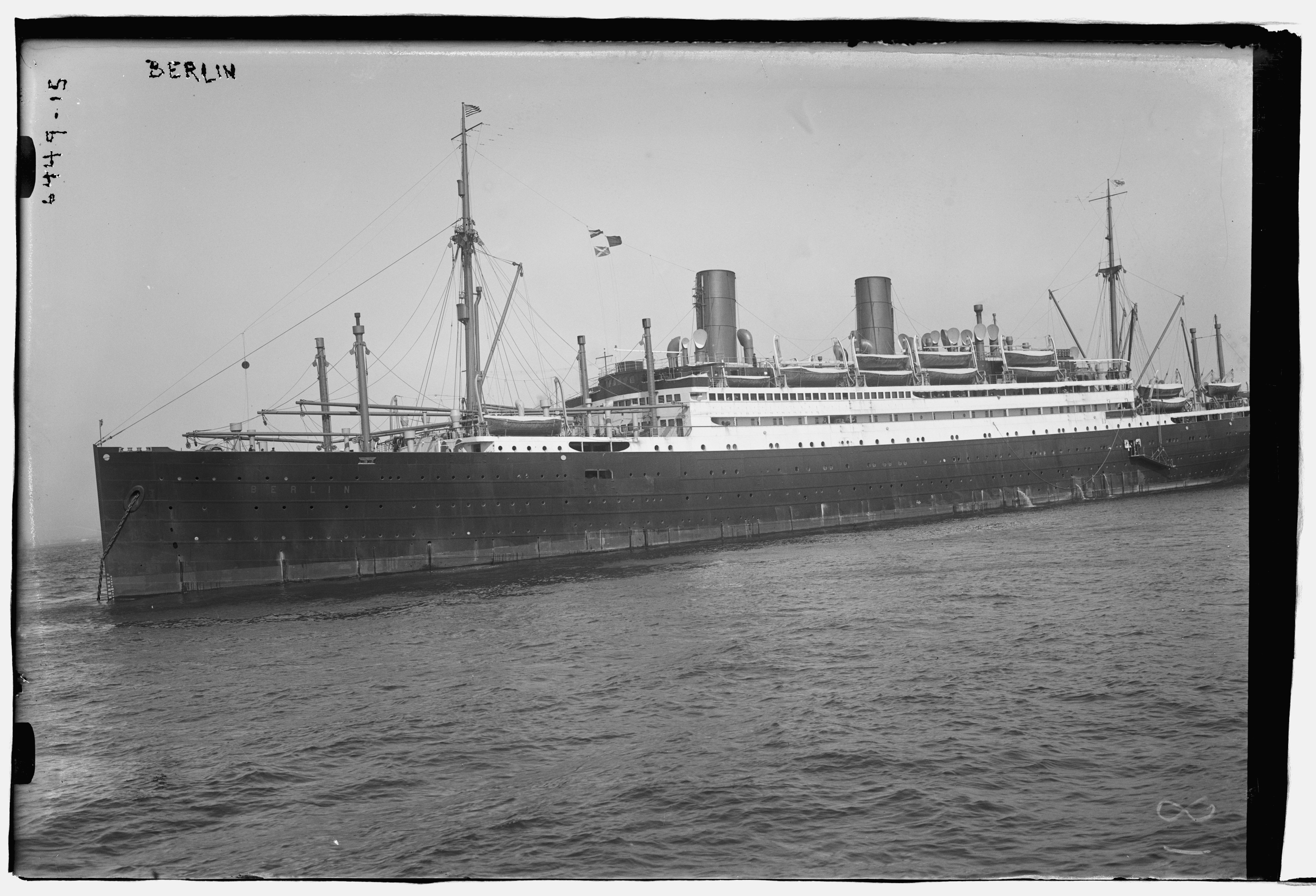
Photographie en noir et blanc du Berlin.

Le Berlin III est construit par les chantiers navals Vulkan de Brême et lancé le 25 mars 1925. Sa construction s'achève le 17 septembre 1925. Ce navire opère à l'origine sur la ligne Brême—Southampton—Cherbourg—New York pour la Norddeutscher Lloyd. Il effectue sa première traversée le 26 septembre 1925 et reste sur cette route jusqu'en mai 1939, date à laquelle il est retiré du service pour une refonte. Le 12 novembre 1928, le Berlin sauve les passagers et l'équipage du Vestris qui avait coulé au large de la Virginie. 113 personnes périssent cependant dans la catastrophe.
Le Berlin est réquisitionné par les Nazis en 1939 dans le cadre du Kraft durch Freude (« la force par la joie ») pour servir de navire de croisière pour travailleurs.

### La Seconde Guerre mondiale et après

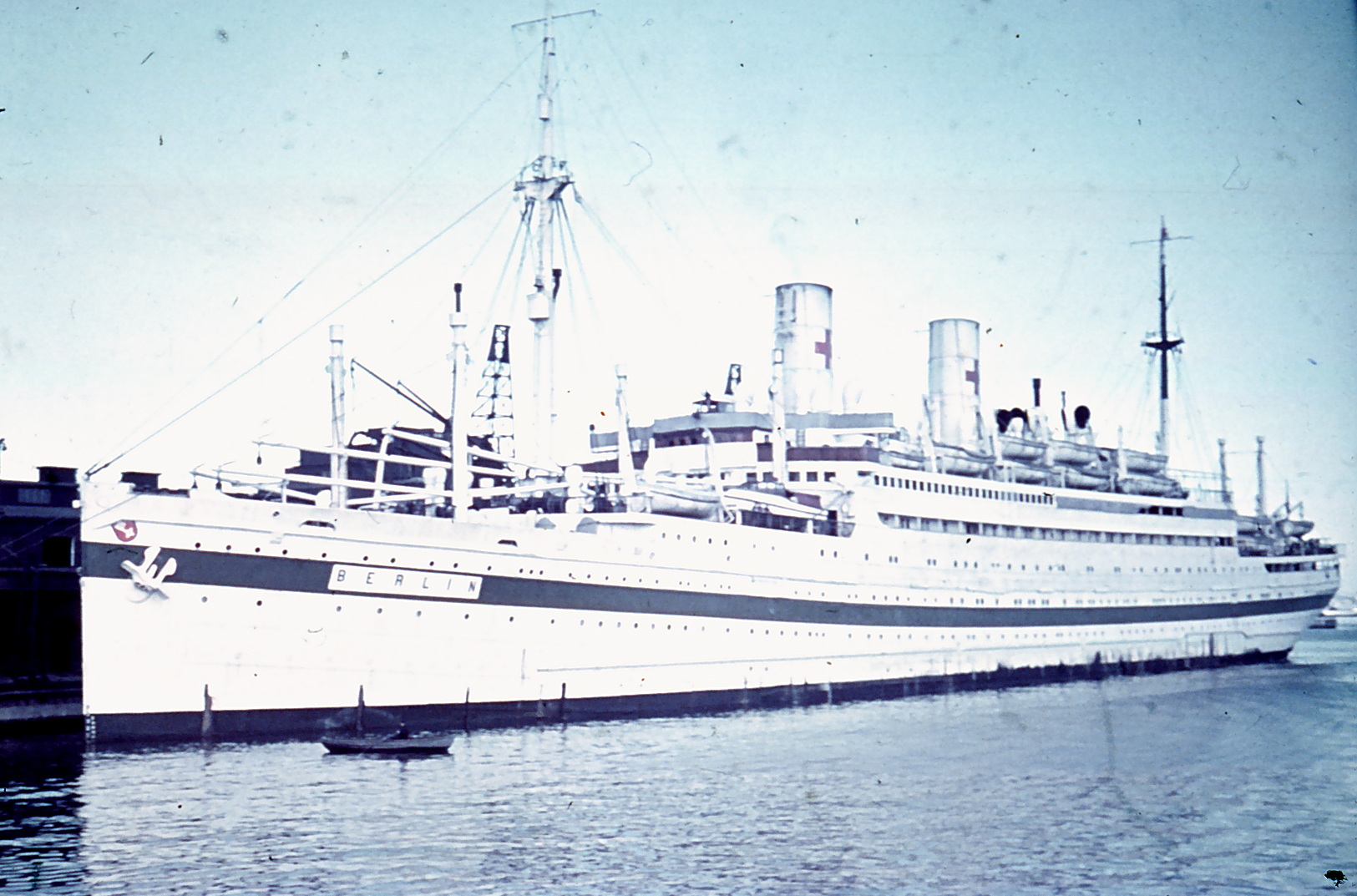
Le Berlin utilisé comme navire-hôpital à Langelinie pendant la Seconde Guerre mondiale.

Le Berlin est l'un des huit navires allemands réquisitionnés comme navires-hôpitaux (Lazarettschiffe) durant la Seconde Guerre mondiale. La plupart d'entre eux, sinon tous, servent ensuite différemment, souvent comme logement ou transport pour du personnel militaire. Tous les navires-hôpitaux allemands reçoivent un indicatif alphabétique, celui du Berlin étant le A. Sa conversion débute le 16 juillet 1939 et il prend son service le 23 août 1939. Il peut accueillir 400 patients, et un équipage de 165 personnes. Il sert tout d'abord dans les eaux norvégiennes, puis participe en janvier 1945 à l'opération Hannibal, rapatriant les réfugiés et soldats de l'Est. Le 31 janvier 1945, alors qu'il participe à un convoi vers l'est, il heurte une mine et est remorqué à Kiel. En chemin, il heurte une autre mine et est transporté jusqu'à une plage où l'on sauva tous ses équipements avant de l'abandonner.
En 1949, il est remis à flot par les Soviétiques et renommé Admiral Nakhimov . Après sa reconversion, son tonnage est porté à 17 053 tjb. Il entra en service commercial en 1957 pour la Compagnie de navigation de la mer Noire. Durant la crise des missiles de Cuba de 1962, il sert de transport de troupes à destination de Cuba.
Durant la saison touristique d'été, l’Admiral Nakhimov effectue des croisières en mer Noire entre Odessa et Batoumi, un voyage de six jours. Il transporte une moyenne de 1 000 passagers par voyage. Il reste un certain temps le vaisseau amiral de la compagnie.

### Naufrage

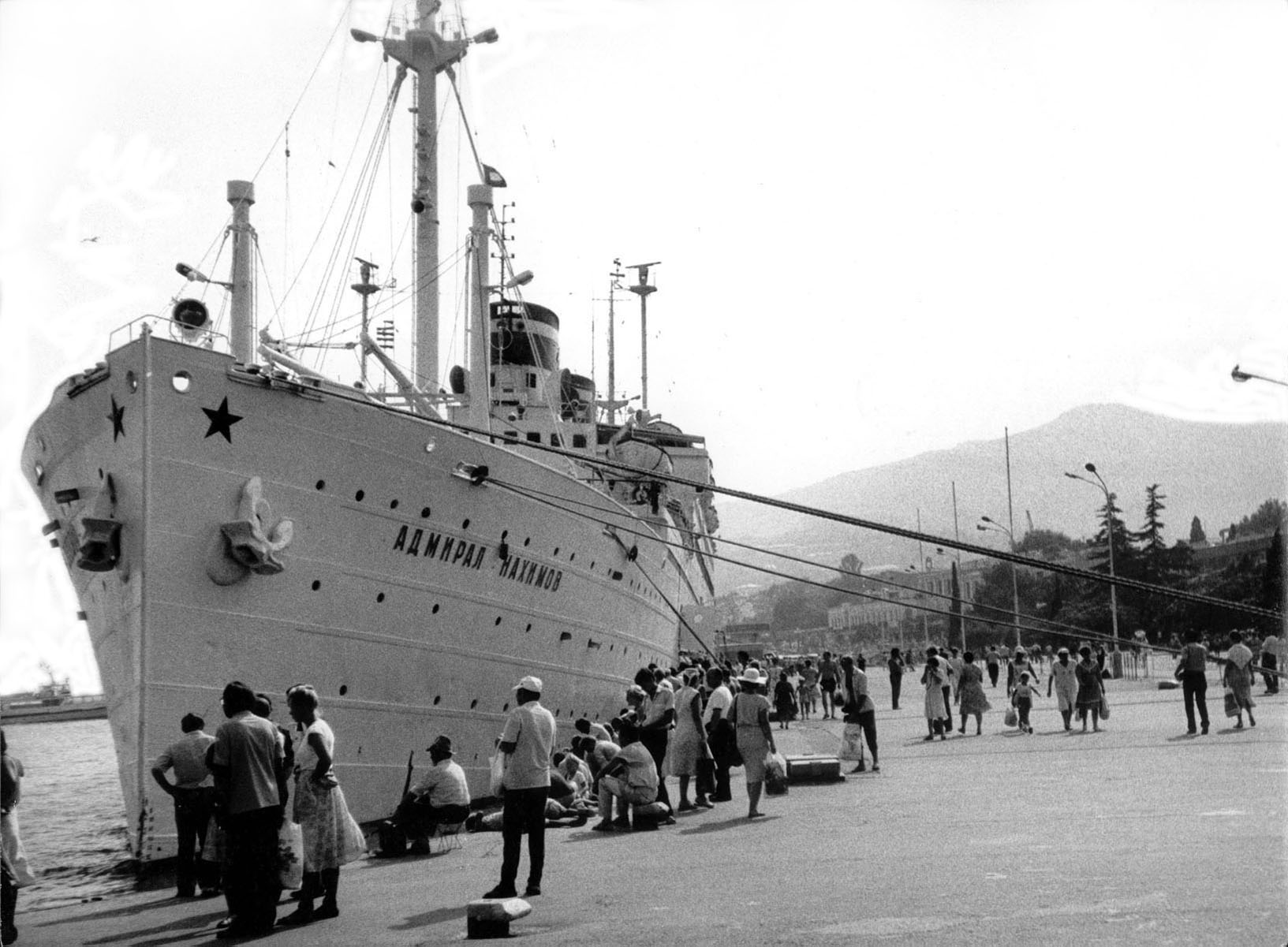
Photographie de l’Admiral Nakhimov à Yalta la veille de son naufrage.

À 22 h (heure de Moscou) le 31 août 1986, l’Admiral Nakhimov vogue entre Novorossiïsk et Sotchi. Il y a à bord 888 passagers et 346 membres d'équipage. La plupart des passagers sont ukrainiens, les autres moldaves ou ressortissants des pays baltes et d'Asie centrale. Le capitaine du navire est Vadim Markov.
Peu après le début du voyage, le pilote côtier note qu'un gros transporteur de fret, le Piotr Vasev, se dirige directement sur la route de l’Admiral Nakhimov. Le Piotr Vasev, un ancien navire japonais acquis par l'URSS, transporte de l'avoine et de l'orge depuis le Canada. Un avertissement lui est envoyé, à quoi il répond : « Ne vous en faites pas. Nous allons passer loin l'un de l'autre. Nous nous occupons de tout. »
Malgré ce message, le capitaine Viktor Tkatchenko du Piotr Vasev ne fait rien pour modifier la route du navire. Persuadé qu'il n'y aura pas d'incident, le capitaine Markov se retire dans sa cabine, laissant le second officier, Alexandr Tchoudnovski de quart. À partir de 23 h, Tchoudnovski télégraphie plusieurs fois au cargo à propos de sa course, et modifie la trajectoire du navire de 10° à bâbord. À 23 h 10, il presse le cargo : « Faites machine arrière immédiatement ! » Comme il est évident que les deux navires sont sur le point d'entrer en collision, le Piotr Vasev s'exécute, et l’Admiral Nakhimov tente de virer à bâbord toute, mais il est trop tard.

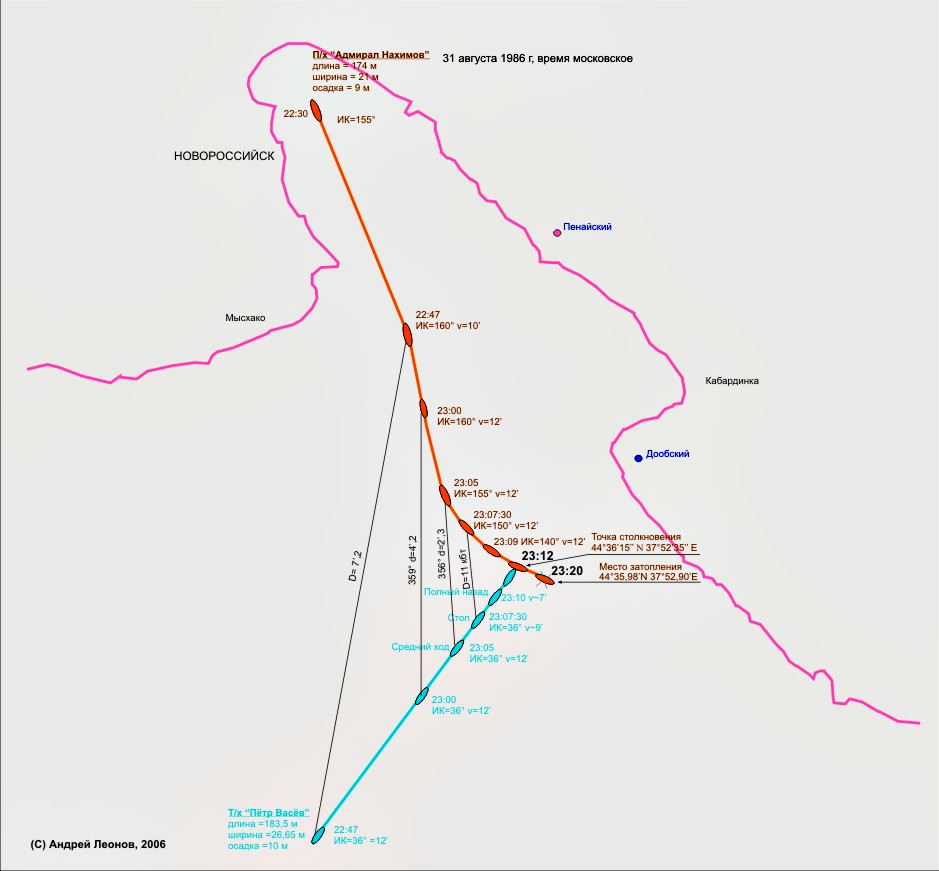
Tracé des deux navires avant la collision, avec le Piotr Vasev en bleu et l’Admiral Nakhimov en rouge.

À 23 h 12, l’Admiral Nakhimov est heurté par le Piotr Vasev à 15 km (8 milles) du port de Novorossiisk et 3,5 km (2 milles) de la côte. La plupart des passagers sont allés se coucher, les autres écoutent un orchestre de jazz. Ils ne peuvent que regarder impuissants le cargo heurter le flanc tribord du navire à environ 9 km/h (5 nœuds). L’Admiral Nakhimov poursuit sur sa lancée, creusant une brèche de 84 m2 dans la coque au niveau de la salle des machines.
Il commence à gîter sur tribord et ses lumières s'éteignent. Après quelques secondes, les générateurs de secours s'allument, mais les lumières flanchent à nouveau au bout de deux minutes, plongeant le navire naufragé dans l'obscurité. Il n'y a pas le temps de lancer les embarcations de sauvetage. Des centaines de personnes plongent dans l'eau recouverte de mazout, portant des gilets de sauvetage ou s'accrochant à des débris.
Le navire coule en sept minutes seulement. Les navires de sauvetage arrivent 10 minutes plus tard. Le Pyotr Vasev n'est pas gravement endommagé et aide au sauvetage. 64 navires et 20 hélicoptères viennent sur les lieux du désastre, et 836 personnes sont tirées hors de l'eau. Certains sont tellement recouverts d'essence que les sauveteurs doivent sauter à l'eau pour les sauver.
L’Admiral Nakhimov n'avait pas de système de ventilation, et 90 hublots étaient ouverts durant le naufrage. Les cloisons étanches du navire qui auraient pu le sauver avaient été retirées durant sa reconversion. Les passagers et l'équipage n'ont eu que peu de temps pour s'échapper, et il y eut donc 423 victimes (dont 64 membres d'équipage).